# あの方なしでは生きられない
「あの方なしでは生きられない」（あのかたなしではいきられない、朝鮮語: 그이 없인 못살아）は、朝鮮民主主義人民共和国の楽曲である。作詞はチャ・ホグン（車浩根、차호근）、作曲はキム・ウルリョン(ウンリョン)（金雲龍、김운룡）。金正恩を称える歌として知られる。

## 概要
2013年12月21日、北朝鮮の機関紙である労働新聞に、金正恩が笑顔を湛える肖像とともに楽譜と歌詞が発表された。楽譜には心を込めて歌うよう記されており、特に女性は抒情的に高音で歌うことが求められた。北朝鮮のテレビ・ラジオでは、功勲国家合唱団の演奏で、牡丹峰楽団の歌手、リュ・ジナの独唱による楽曲が放送されている。
労働新聞による翌12月22日の報道では、この曲において「何万人もの軍民が敬愛する元首（金正恩）は天の中心をなす」とされた。
万寿台芸術団の趙一龍は、「歌詞は非常に優秀であるが、旋律も素晴らしいものであり、無限の魅力と信頼、そして喜びと美しい未来に対する信念に至る」と、この曲を絶賛している。他にも多くの上流層が称賛しており、北朝鮮国内で数多く歌唱練習がなされた。
一方で、隣国の中国では歌詞の一部が中国語の空耳に聞こえることもあり、ある種ネタとしての扱いを受けることが多い。なお、世界朝鮮研究センター長である安贊一は、張成沢の処刑を受けて揺らいだ北朝鮮国民に再び忠誠を誓わせるために行われた、金による歌謡政治であると指摘している。